# Rancid (film)
Rancid är en svensk thrillerfilm från 2004 i regi av Joakim Ersgård.

## Handling
James Hayson hankar sig fram på udda jobb och drömmer om att bli författare. Efter en lång tids skrivkramp blir han alltmer skuldsatt och desillusionerad. En dag får han en inbjudan till en klassåterförening. På klassfesten träffar han sin stora kärlek och före detta flickvän Monica, som numera är gift med hans gamla ärkefiende från skoltiden. Återseendet väcker James ur hans känslomässiga dvala, men samtidigt drar det ner honom i en avgrund av intriger, korruption och bestialiska mord. Kanske är det så att man måste nå den absoluta botten innan man kan ta sig upp till ytan och ljuset igen.

## Om filmen
Filmen kan ses som något av ett experiment. Den var svenskt finansierad och producerad, men har (med undantag av Patrik Ersgård) uteslutande amerikanska skådespelare i framträdande roller. Interiörerna filmades i Sverige och exteriörerna i New York. Den svenske regissören, mest känd för skräckfilmen Besökarna, har en omfattande erfarenhet av att regissera amerikanska TV-filmer och B-filmer.

## Rollista (i urval)
- Matthew Settle
- Fay Masterson
- Patrik Ersgård
- Pernilla August
- Ola Rapace
- Jarmo Mäkinen
- Jennifer Jostyn